# Radegast (bière)
Pour les articles homonymes, voir Radegast.
La Radegast est une bière tchèque de type pils nommée d'après Radegast, dieu de la mythologie slave.  Elle est brassée depuis 1970 à Nošovice (Moravie-Silésie) dans la brasserie Pivovar Radegast qui fait partie de l'ensemble tchèque de brasseries Plzeňský Prazdroj a.s. (en allemand, Pilsner Urquell), lui-même propriété du groupe britannique SABMiller.

## Brasserie
À la suite de la fermeture en avril 1953 de la brasserie de Karvina (une ville voisine), le gouvernement tchèque décida d'en construire une à  Nošovice, proche d'une réserve d'eau importante (Moravka). Le nom Radegast fut choisi après une consultation populaire qui plébiscita la statue d'Albin Polask, gardant la région au sommet du pic Radhost depuis le 18 juillet 1931.  
La brasserie a été fondée en 1965 par Jaromir Franzl, et le premier brassin a été produit le 3 décembre 1970. Jusqu'au 30 juin 1990, elle appartenait à la brasserie Severomoravske pivovary Přerov. 
Le 1er juillet 1990 elle est devenue indépendante et fut privatisée en 1991 sous le nom de Pivovar Radegast. 
En 1995, elle s'empare de la brasserie Pivovar Velke Popovice.
En 1999, elle fusionne avec Plzensky Prazdroj a. s. (ou Pilsner Urquell) leader du marché national. 
C'est la plus jeune et la plus moderne brasserie tchèque, qui produit actuellement environ 2,4 millions d'hectolitres de bières par an, soit une capacité de 50 000 bouteilles/heures. Elle dispose aussi d'une malterie intégrée. Elle emploie 400 personnes.
Elle a été récompensée par des certificats internationaux (ISO 9002, ISO 14001, ISO 9001 et ISO 14001) et se concentre depuis sur les aspects environnementaux de sa production.

## Bières
Elles sont produites sous quatre versions assez amères (bitter) : 
- Primium (5,1 % d'alcool en volume)[1],
- Originál (4,0 %)[2],
- Birell (sans alcool, 0,5 %)[3].

La Moravia Radegast Premium Pale est la bière la plus populaire en Moravie du nord. Elle est d’une étincelante couleur dorée. La mousse est stable, le corps est fort, la senteur de houblon est accentuée. Le goût est affirmé, à l’amertume agréable.
D'autres marques ont disparu récemment :
- Triumf, (titrant 3,9 % vol.) n'est plus distribuée.
- Klasik[4], (titrant 3,6 % vol.) dont le retrait de la marque Radegast sur l'étiquette en faisait un produit bénéficiant de la notoriété de Pilsen Urquell, qui d'ailleurs continue à produire une bière sous ce nom, augmentant la confusion.
- Triumf, (titrant 3,9 % vol.)
- Porter, Dark,Pivrnec, Zlatnik et Light à la suite de l'achat de la brasserie de Most (transférée à Sedlec) en 1994, et de sa banqueroute en 1998 juste avant le rachat de Radegast par Pilsner Urquell[5].

## Galerie

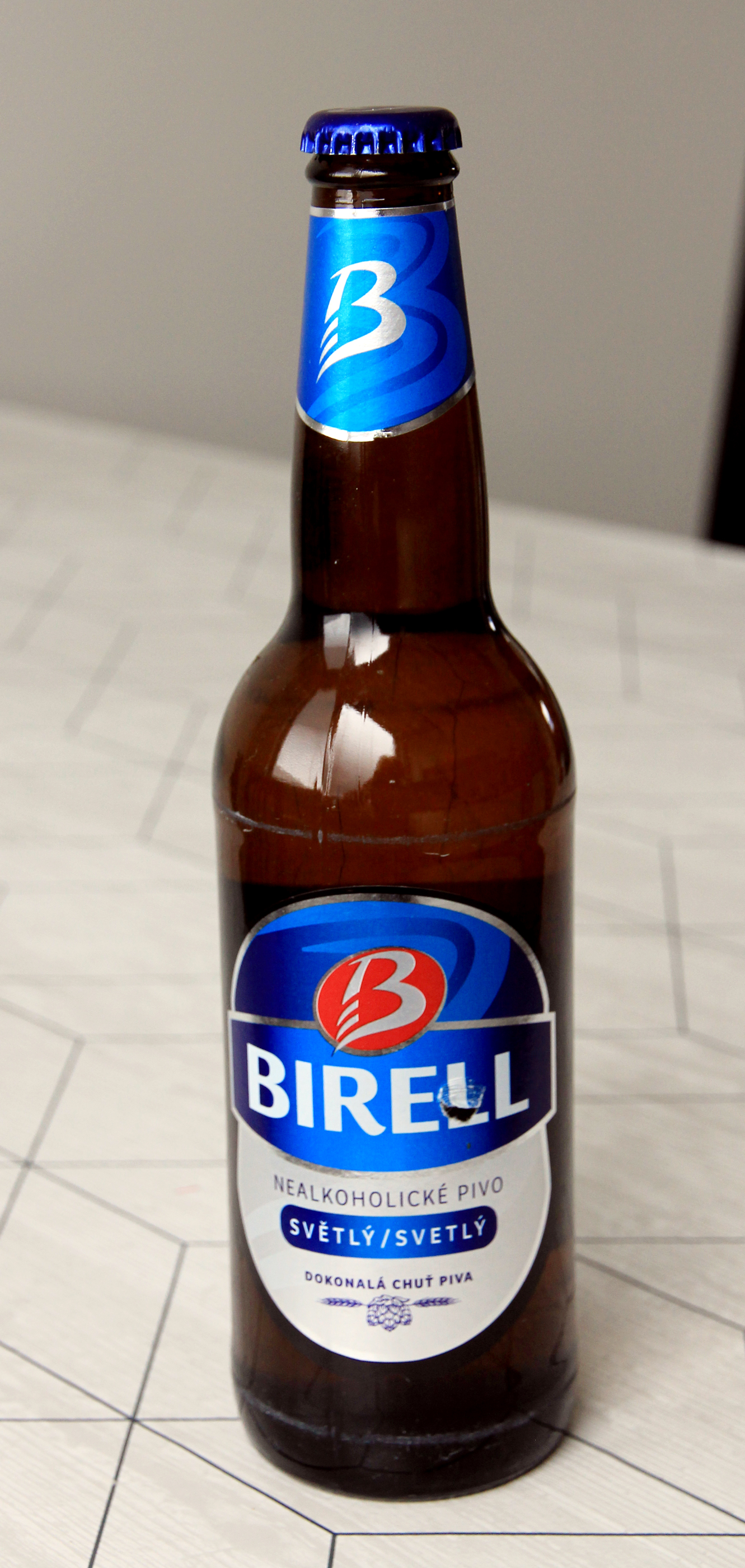
Birell
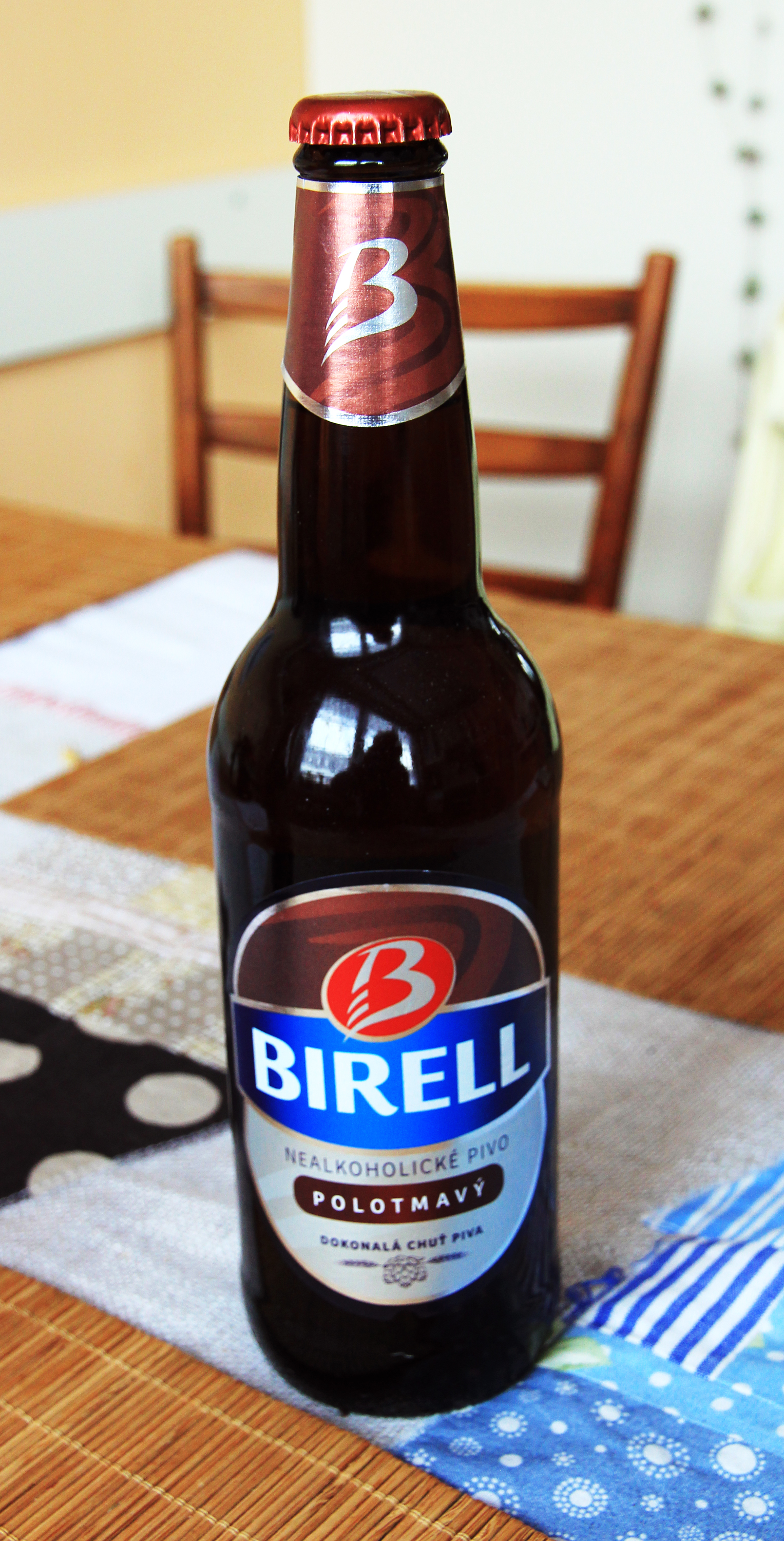
Birell polotmavý
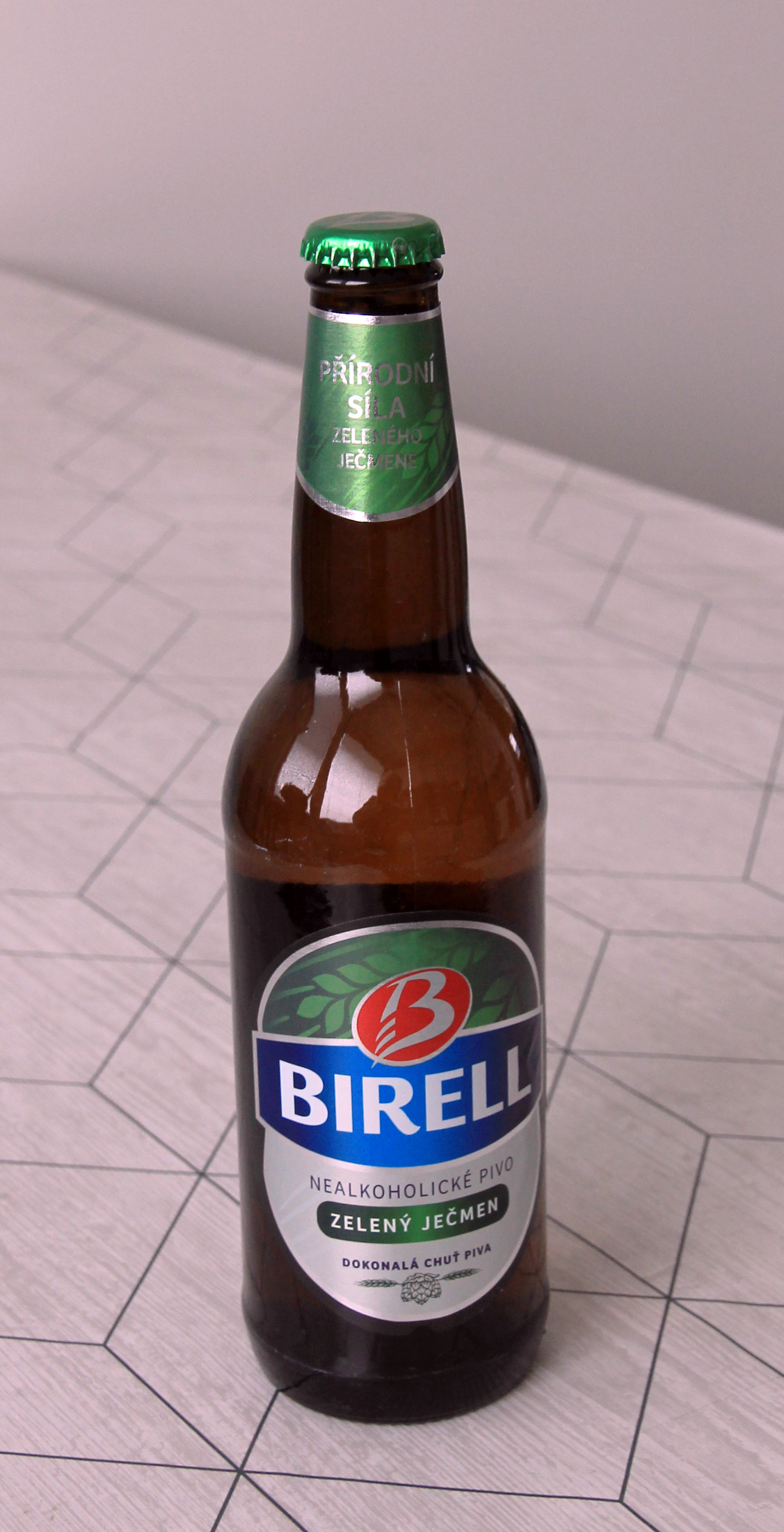
Birell zelený ječmen
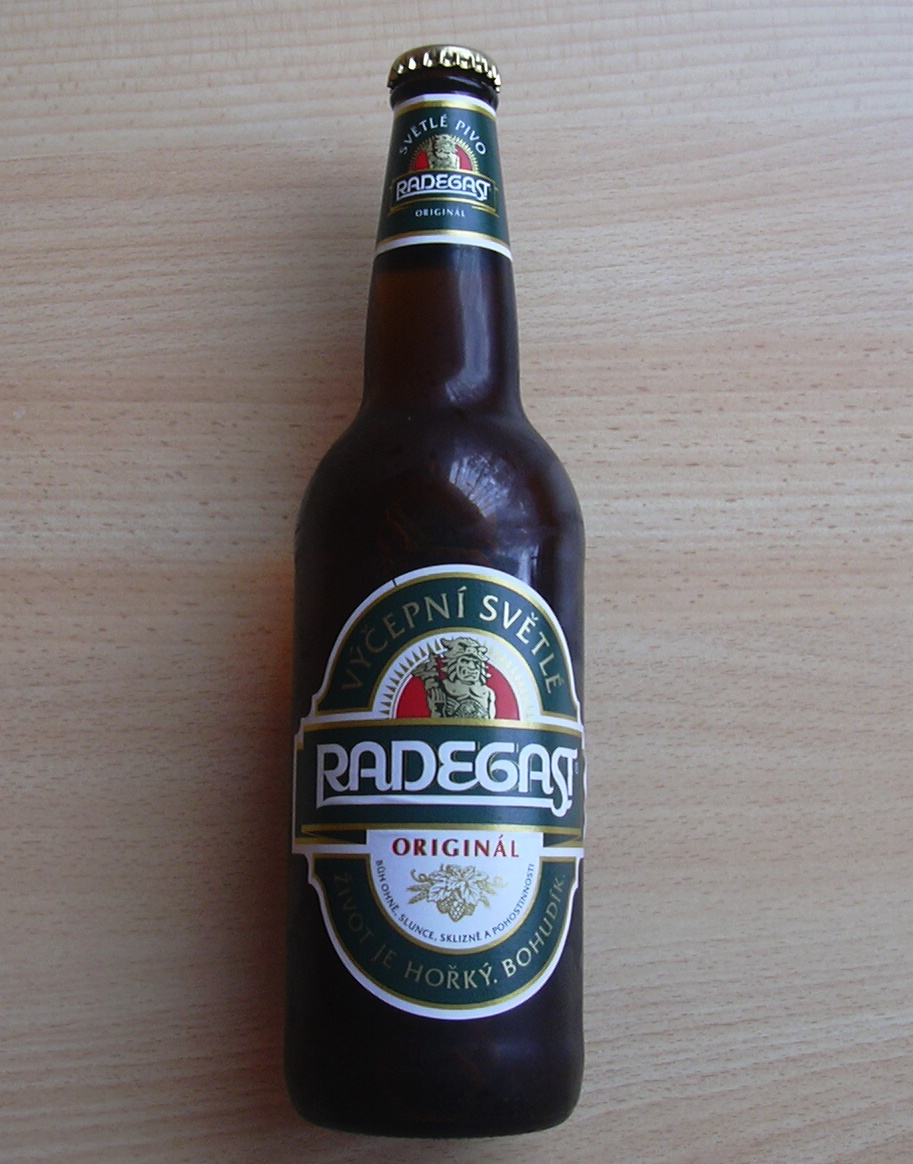
Radegast výčepní světlé
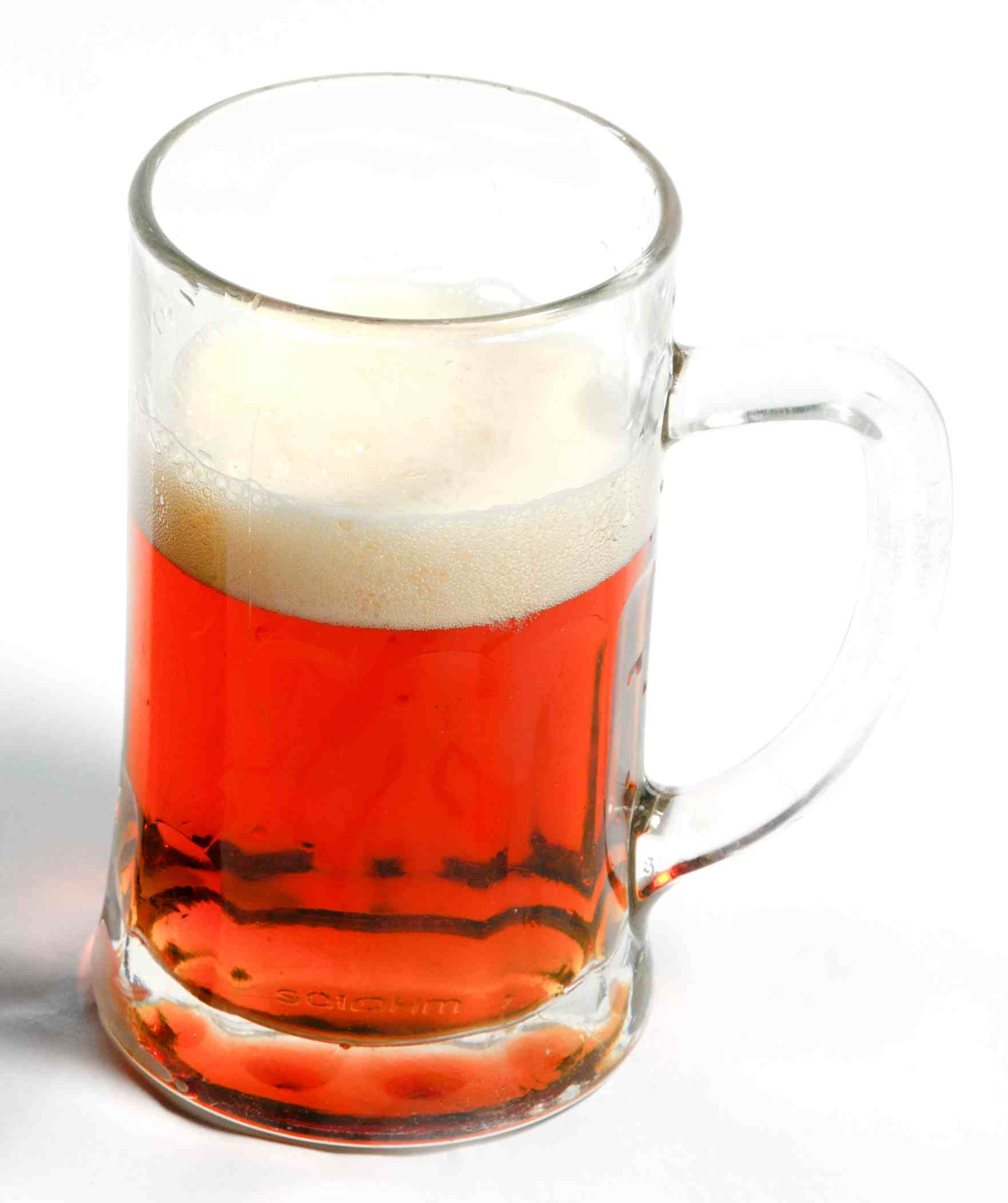
Radegast Temně hořký